# راسل أكوف
راسل لينكولن أكوف (12 فبراير 1919 - 29 أكتوبر 2009) كان منظّرًا واستشاريًا تنظيميًا أمريكيًا وأستاذًا متفرغًا لعلوم الإدارة في كلية وارتون بجامعة بنسلفانيا .كان أكوف رائدا في مجال بحوث العمليات والتفكير المنظمي وعلم الإدارة.

## روابط خارجية
- سيرة راسل أكوف من معهد بحوث العمليات وعلوم الإدارة